# Adsorpcja monowarstwowa
Adsorpcja monowarstwowa to adsorpcja, w której adsorbat na powierzchni adsorbentu lub na granicy faz może tworzyć warstwę o grubości jednej cząsteczki. Jest to cechą przede wszystkim adsorpcji chemicznej (chemisorpcji) a w przypadku adsorpcji fizycznej zachodzi dla niskich gęstości adsorbatu na powierzchni, po przekroczeniu pewnej ilości adsorbatu dochodzi do adsorpcji wielowarstwowej.
Podstawowa monowarstwowa izoterma adsorpcji to izoterma Langmuira, natomiast podstawową izotermą wielowarstwową jest izoterma BET.